# Nallachius maculatus
Nallachius maculatus is een insect uit de familie Dilaridae, die tot de orde netvleugeligen (Neuroptera) behoort. De soort komt voor in Brazilië.